# Ružići (Sveta Nedelja)
Pour les articles homonymes, voir Ružići.
Ružići (en italien : Rusici) est une localité de Croatie située en Istrie, dans la municipalité de Sveta Nedelja, dans le comitat d'Istrie. En 2001, la localité comptait 102 habitants.

## Démographie
| 1948 | 1953 | 1961 | 1971 | 1981 | 1991 | 2001 |
| ---- | ---- | ---- | ---- | ---- | ---- | ---- |
| 255  | 263  | 243  | 182  | 147  | 126  | 102  |